# Nevinnomyssk
Nevinnomyssk è una città della Russia meridionale, situata nel Territorio di Stavropol'.

## Geografia
La città è situata su entrambe le rive del fiume Kuban', alla sua confluenza con l'affluente Bol'šoj Zelenčuk, nella pianura a nord della catena montuosa del Caucaso.

## Storia
La città nacque nel 1825 come villaggio cosacco intorno ad un piccolo fortino; ebbe status di città nel 1939.

## Società

### Evoluzione demografica
Fonte: mojgorod.ru
- 1939: 23 600
- 1970: 85 100
- 1989: 121 400
- 2002: 132 141
- 2006: 130 000